# Боз (Хунедоара)
Боз (рум. Boz) насеље је у Румунији у округу Хунедоара у општини Бранишка. Oпштина се налази на надморској висини од 193 m.

## Становништво
Према подацима из 2002. године у насељу је живело 486 становника, од којих су сви румунске националности.